# Thomas Joannes Stieltjes
Thomas Joannes »Jean, Jan« Stieltjes, nizozemski matematik, * 29. december 1856, Zwolle, Nizozemska, † 31. december 1894, Toulouse, Francija.
Stieltjes je bil pionir na področju problema momentov v verjetnostnem računu in je prispeval dosežke k raziskovanju verižnih ulomkov z vidika splošnih kompleksnih analitičnih funkcij.

## Življenje in delo
Njegov oče, ki je imel enako ime kot on, je bil gradbenik in politik. Bil je odgovoren za gradnjo več pristanišč okrog Rotterdama in je bil član nizozemskega parlamenta. Stieltjes mlajši je leta 1873 začel študirati na Politehniški šoli v Delftu. Namesto, da bi hodil na predavanja, je bral Gaussova in Jacobijeva dela. Zaradi tega ni izdeloval izpitov. Tudi leta 1875 in 1876 ni opravil svojih študijskih obveznosti in oče je bil obupan. Oče je bil prijatelj astronoma Sande Bakhuyzna, ki je bil tedaj rektor Univerze v Leidnu. Oče je našel službeno mesto za sina kot asistent na Observatoriju Leiden.
Kmalu zatem si je Stieltjes 8. novembra 1882 začel dopisovati s Hermitom in njuno dopisovanje je trajalo do konca njegovega življenja. Izvirno je Stieltjes pisal Hermitu o svojem delu iz nebesne mehanike, vendar je temo kmalu zamenjal v matematiko in začel posvečati svoj prosti čas matematičnemu  raziskovanju.
Predstojnik Observatorija Leiden Sande Bakhuyzen se je na Stieltjesovo prošnjo 1. januarja 1883 za prenehanje dela v observatoriju odzval hitro in mu odobril več dela na matematičnem področju. Maja 1883 se je Stieltjes poročil z Elizabeth Intveld. Tudi ona ga je vzpodbujala naj se namesto astronomiji posveti matematiki. Septembra tega leta so ga zaprosili naj nadomesti F. J. van den Berga na Tehniški univerzi v Delftu. Od decembra je tu poučeval analitično in opisno geometrijo. Na koncu leta je odstopil od svoje službe v observatoriju.
Leta 1884 se je prijavil na profesorsko mesto analize v Groningenu. Sprva so ga sprejeli, na koncu pa ga je Oddelek za izobraževanje zavrnil, ker ni imel zahtevanih diplom. Najprej so to profesorsko mesto dali Kortewegu, vendar je mesto zavrnil, nato pa so ga dali Florisu de Boeru. Leta 1884 sta Hermite in profesor Bierens de Haan uredila, da je Univerza v Leidnu Stietjesu podelila častni doktorat, kar mu je omogočilo poučevanje. Leta 1885 je z družino odšel v Pariz. Tega leta so ga izbrali za člana Kraljeve nizozemske akademije znanosti (Koninklijke Nederlandse Akademie van Wetenschappen, KNAW), naslednje leto pa je postal njen tuji član. Leta 1889 je dobil mesto profesorja diferencialnega in integralskega računa na Univerzi v Toulousu.
Stieljes je raziskoval skoraj na vseh področjih analize, verižnih ulomkov in teorije števil. Zaradi svojega dela ga včasih štejejo za »očeta analitične teorije verižnih ulomkov.«
Po njem se imenuje vrsta posplošitve definicije določenega integrala, integral dane funkcije z diferencialom kakšne druge funkcije. Za definicijsko območje funkcije (integracijsko območje) se vzame množico vrednosti kakšne funkcije. Uporablja se ga zlasti v fiziki in tehniki.
Poznal je zvezo med obnašanjem Mertensove funkcije {\displaystyle M(n)\,}, vsote Möbiusovih funkcij, in Riemannovo domnevo. Hermitu je leta 1885 v pismu zatrdil, da se mu je posrečilo dokazati naslednje: za vsako še tako veliko število {\displaystyle n\,} velja:
{\displaystyle \vert M(n)\vert <{\sqrt {n}}\!\,.}
Tega dokaza Stieltjes ni nikoli objavil, ker je verjetno v svojem dokazu odkril napako. Pri tem naprej velja, če za poljubno konstantno število {\displaystyle a\,} pri vseh naravnih številih {\displaystyle n\,} velja:
{\displaystyle \vert M(n)\vert <a{\sqrt {n}}\!\,,}
je pravilna tudi Riemannova domneva. Njegova najava je sprožila val raziskav o Mertensovi funkciji {\displaystyle M(n)\,}.
Njegovo delo je pomembno tudi kot prvi korak k teoriji Hilbertovih prostorov. Veliko je prispeval tudi k razumevanju nezveznih funkcij in divergentnih vrst, diferencialnih enačb, interpolacije, funkcije Γ in eliptičnih funkcij.

## Priznanja

### Poimenovanja
Po njem se imenuje Matematični inštitut Thomasa Stieltjesa Univerze v Leidnu.

### Nagrade
Francoska akademija znanosti mu je za delo o verižnih ulomkih podelila Ormoyevo nagrado.